# Mimudea poasalis
Mimudea poasalis là một loài bướm đêm trong họ Crambidae.